# Megastigmus mercatori
Megastigmus mercatori är en stekelart som först beskrevs av Girault 1940.  Megastigmus mercatori ingår i släktet Megastigmus och familjen gallglanssteklar. Inga underarter finns listade i Catalogue of Life.